# Botella Wobo
La botella Wobo es el prototipo de una botella de cerveza diseñada en los años 1960 para ser reutilizada como un ladrillo o elemento constructivo.

## Historia
El nombre procede de la unión de las dos primeras letras de las palabras World (mundo) y Bottle (botella). La botella Wobo es considerada un peculiar e innovador ejemplo de diseño industrial, y precursor en la propuesta de reutilización de materiales. Fue resultado de la conjunción de ideas entre el empresario cervecero neerlandés Alfred “Freddy” Heineken, y el arquitecto N. John Habraken.
Heineken, en una gira mundial por sus fábricas, visitó Curazao, en el Caribe (antiguas Antillas Holandesas), se impresionó por el contraste entre la belleza del lugar y las playas contaminadas de desechos, entre ellos restos de botellas de su marca, y al mismo tiempo por la escasez de materiales para construir viviendas para comunidades humildes en el lugar. Surgió así su idea de realizar o bien una botella de cerveza de vidrio que pudiera reutilizarse como material de construcción, o bien “un ladrillo que contiene cerveza”. Encargó el diseño a N. John Habraken, un arquitecto con un fuerte sentido social en su trabajo, y un teórico de la participación colectiva.
El diseño definitivo consistió en una botella verde de vidrio de cuerpo prismático, en lugar de cilíndrico, como solían ser las botellas de cerveza, que pudiera ser apilada como bloque para construir muros. Dos costados opuestos poseían unas protuberancias que hacían más fácil la fricción y engarzamiento de las botellas con el mortero de agarre, y tanto el cuello como la base de la botella podían complementarse para facilitar entre ellas un acoplamiento resistente.

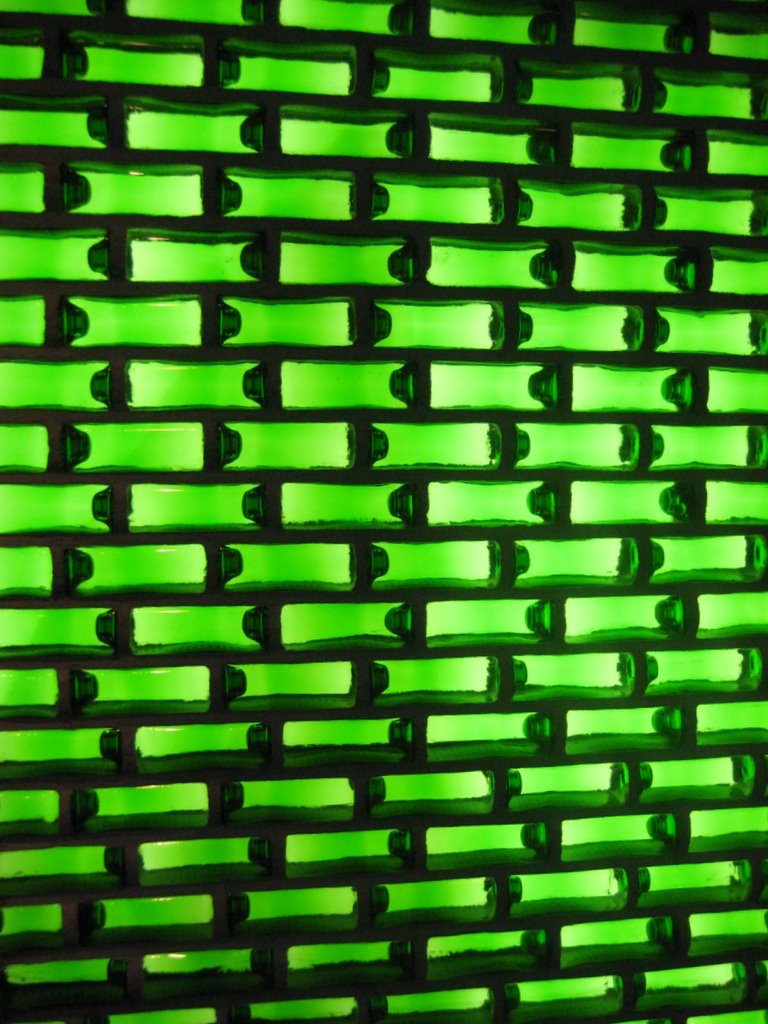
Botellas Wobo apiladas formando un muro

La idea era que, una vez consumida la cerveza, fuera reutilizado el “casco” a manera de ladrillo. Se fabricaron 100.000 botellas en 1963, en dos tamaños, de 35 y de 50 cl. en la fábrica Vereenigde Glasfabrieken de Leerdam. Se llegó a construir una pequeña cabaña en el jardín del propio Heineken en el patio trasero de su residencia privada en Noordwijk; para construir un espacio de 10 x 10 pies (aproximadamente 3 x 3 m) se necesitaban unas mil botellas.
Pero no llegó a tener éxito y no se comercializó, pues los encargados de mercadotecnia de la cervecera consideraron que la idea era inadecuada para la venta, y estaban convencidos de que arruinaría la imagen de la firma.
En 1975 Martin Pawley publicó Garbage Housing, libro en el que se interesó por el ejemplo de la Wobo desde un punto de vista de conciencia ecológica y reciclaje de materiales de construcción, y le dedicó un apartado. Esto animó a reconsiderar la experiencia de los años 60, y el propio Habraken, a través de la Stichting Architecten Research (SAR, Fundación de Arquitectos para la Investigación) intentó otra experiencia de construcción con las botellas en la Universidad Técnica de Eindhoven, (TU/e), donde era profesor, pero sin éxito.

## Legado
El Museo Victoria y Alberto de Londres, interesado por la idea y el diseño, custodia unos ejemplares de la botella en su colección. Un muro de botellas WOBO se conservó en el Heineken Experience (Museo Heineken) de Ámsterdam. Las botellas de WOBO se incluyeron en 'Values of Design' en la V&A Gallery, Design Society en Shenzhen, China, en 2017.